# Itapuã do Oeste
Itapuã do Oeste – miasto i gmina w Brazylii, w stanie Rondônia. Znajduje się w mezoregionie Madeira-Guaporé i mikroregionie Porto Velho.